# Зайтенрода
Зайтенрода (нем. Seitenroda) — община в Германии, в земле Тюрингия. 
Входит в состав района Заале-Хольцланд. Подчиняется управлению Зюдлихес Залеталь.  Население составляет 205 человек (на 31 декабря 2010 года). Занимает площадь 4,05 км².